# Xoán Vicente Viqueira

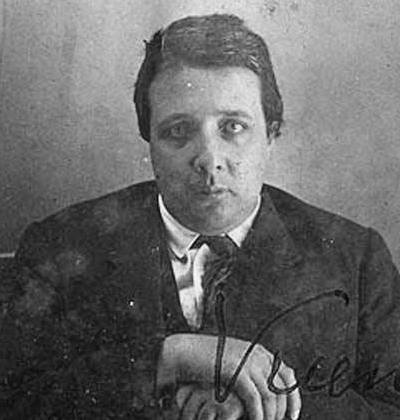
Johán Vicente Viqueira.

Xoán Vicente Viqueira López Cortón (Madrid, 22 de octubre de 1886 - Bergondo, La Coruña, 29 de agosto de 1924) fue un filósofo, psicólogo, pedagogo y escritor español en gallego y castellano.

## Biografía
De familia gallega, nació en Madrid, pero vivió hasta los 12 años en la parroquia de Vixoi, en Bergondo. En 1898 se trasladó a Madrid para estudiar en la Institución Libre de Enseñanza, lo que le puso en contacto con el pensamiento científico moderno. Desde los 15 años sufrió una enfermedad crónica en una pierna, por lo que pasó épocas inmovilizado e incluso fue operado en París dos veces.
En 1911 se licenció en filosofía por la Universidad de Madrid y amplió estudios en Alemania hasta 1914. Habiendo superado las persistentes dificultades de su enfermedad de osteomielitis, y tras aprobar oposiciones como profesor del Instituto de Psicología, Ética y Lógica, ingresó como profesor del Instituto de Santiago en 1917, mismo año en que se casó con la maestra y musicóloga extremeña y también institucionista Jacinta Landa Vaz, obteniendo un traslado a La Coruña a principios de 1918. Allí ingresó en las Irmandades da Fala, llegando incluso a ser el presidente de las Irmandades de La Coruña, y colaboró con A Nosa Terra.
Fue miembro de la laica y masónica La Antorcha Galaica del Librepensamiento. Fue traductor español de textos filosóficos de los empiristas ingleses Hume (Tratado de la naturaleza humana) y Berkeley, y del marburgués K. Vörlander (Historia de la filosofía, en dos volúmenes, 1921).
Defendió la galleguización de la enseñanza y una nueva educación gallega; también la modernización de los estudios secundarios, la educación de la mujer, la puesta en marcha de una universidad completa y politécnica en Galicia; defendió un activismo didáctico y una psicopedagogía renovada para el desarrollo armónico de los estudiantes.
A finales de agosto de 1924, a causa de su enfermedad, Viqueira falleció, siendo enterrado por su propia voluntad de manera civil en la campa de A Lagoa, Ouces (Bergondo).

## Obra
Viqueira escribió en castellano obras sobre filosofía, psicología y pedagogía como «Introducción a la Psicología pedagógica», «Elementos de Ética», «Lecciones elementales de historia de la Filosofía», «Ética y Metafísica», «La Psicología contemporánea» y traducciones de Teócrito, Inmanuel Kant o David Hume.
La mayoría de la producción en gallego la editaron sus amigos en el volumen «Ensayos y Poesías» en 1930. Se centró sobre todo en el sistema educativo, en su galleguización y en su reforma, así como en la ortografía del gallego que Viqueira quería que se acercara a la portuguesa. El artículo publicado en A Nosa Terra en 1918 «Pol-a reforma da ortografía», es considerado por algunos como el nacimiento del «reintegracionismo».

## Premios y reconocimientos
En 1974 se le dedicó el Día de las Letras Gallegas.
La Diputación de La Coruña convoca el Premio "Xoán Vicente Viqueira" de Investigación en Ciencias Sociales, Humanidades, Sostenibilidad e Innovación, con la finalidad de reconocer la actividad de investigación e innovación llevada a cabo por personas o entidades que hayan destacado en el ámbito de las ciencias sociales y humanidades.
En 2010 fue homenajeado en Bergondo.
El Colegio Oficial de Psicología de Galicia creó en 2022 los Premios de Comunicación Xoán Vicente Viqueira, en colaboración con la aseguradora Brokers'88, con los que se pretende reconocer la labor divulgativa de la Psicología en las redes sociales, priorizando la ética, responsabilidad, buenas prácticas y contrarrestar la pseudociencia.